# Daniele Scardina
Daniele Marco Scardina, noto anche con lo pseudonimo di King Toretto (Rozzano, 2 aprile 1992), è un ex pugile italiano.

## Carriera
Scardina, nato da padre siciliano e madre pugliese, scopre la passione per il pugilato all'età di quindici anni. Dopo aver praticato la boxe a livello dilettantistico, si trasferisce a Miami insieme al fratello, per allenarsi come professionista nella 5th Street Gym, seguito da Dino Spencer.
Nel 2013 vince il Guanto d'oro e partecipa alle World Series of Boxing e alla Talent League. 
Nel marzo 2019 vince il titolo internazionale della categoria dei pesi supermedi della International Boxing Federation.
Il 26 febbraio 2021 conquista il titolo intercontinentale WBO categoria super medi, mettendo ko all'ottavo round il campione in carica Ricardo Nunez.. Nell'ottobre dello stesso anno ottiene la sua ventesima vittoria da professionista, dopo l'incontro con Jurgen Doberstein all'Allianz Cloud di Milano.
Il 13 maggio 2022 affronta il connazionale Giovanni De Carolis mettendo in palio il titolo WBO, subendo la prima sconfitta in carriera per TKO.

## Vita privata
Daniele Scardina appartiene alla Chiesa evangelica pentecostale di Dio di Miami. 
È stato legato sentimentalmente alla conduttrice televisiva Diletta Leotta dal 2019 al 2020.
Nel 2020 ha partecipato alla quindicesima edizione di Ballando con le stelle in coppia con la ballerina Anastasija Kuz'mina, classificandosi quarto.
Il 28 febbraio 2023 ha accusato un malore mentre si stava allenando in palestra: trasportato d’urgenza in gravissime condizioni all'ospedale Humanitas di Rozzano, viene operato d’urgenza per un’emorragia cerebrale. Il 10 marzo, tramite un bollettino medico, viene riferito che Scardina si trova in coma farmacologico e che le sue condizioni sono gravi ma stabili. Il 20 dicembre 2023 torna a casa.

## Record professionale
| No. | Risultato | Record | Avversario          | Metodo | Data             | Round | Luogo                                       | Note                                                         |
| --- | --------- | ------ | ------------------- | ------ | ---------------- | ----- | ------------------------------------------- | ------------------------------------------------------------ |
| 21  | Sconfitta | 20-1   | Giovanni De Carolis | TKO    | 13 maggio 2022   | 5     | Milano, Italia                              | Perde il titolo WBO Intercontinentale dei pesi supermedi     |
| 20  | Vittoria  | 20-0   | Jurgen Doberstein   | RTD    | 1º ottobre 2021  | 4     | Milano, Italia                              | Vince il titolo WBO Intercontinentale dei pesi supermedi     |
| 19  | Vittoria  | 19-0   | Cesar Nunez         | TKO    | 26 Febbraio 2021 | 8     | Milano, Italia                              | Vince il titolo dell'Unione Europea dei pesi supermedi       |
| 18  | Vittoria  | 18–0   | Ilias Achergui      | UD     | 25 Ottobre 2019  | 10    | Milano, Italia                              | Mantiene il titolo IBF International dei pesi supermedi      |
| 17  | Vittoria  | 17–0   | Alessandro Goddi    | UD     | 28 Giugno 2019   | 10    | Milano, Italia                              | Mantiene il titolo IBF International dei pesi supermedi      |
| 16  | Vittoria  | 16–0   | Henri Kekalainen    | UD     | 8 Marzo 2019     | 10    | Milano, Italia                              | Vinto il titolo vacante IBF International dei pesi supermedi |
| 15  | Vittoria  | 15–0   | David Antonio Nunez | TKO    | 10 Novembre 2018 | 3     | Santo Domingo, Rep. Dominicana              |                                                              |
| 14  | Vittoria  | 14–0   | Alexander Bojic     | KO     | 16 Giugno 2018   | 2     | Rozzano, Italia                             |                                                              |
| 13  | Vittoria  | 13–0   | Melvin Betancourt   | TKO    | 16 Dicembre 2017 | 3     | Miami, Stati Uniti d'America                |                                                              |
| 12  | Vittoria  | 12–0   | Andrii Velikovskyi  | UD     | 24 Giugno 2017   | 6     | Milano, Italia                              |                                                              |
| 11  | Vittoria  | 11–0   | Wilmer Mejia        | RTD    | 31 Marzo 2017    | 2     | Pétionville, Haiti                          | Vinto il titolo vacante WBA Fedecaribe dei pesi supermedi    |
| 10  | Vittoria  | 10–0   | Aron Csipak         | TKO    | 2 Dicembre 2016  | 5     | San Donato Milanese, Italia                 |                                                              |
| 9   | Vittoria  | 9–0    | Rashad Jones        | TKO    | 5 Novembre 2016  | 2     | Pompano Beach, Stati Uniti d'America        |                                                              |
| 8   | Vittoria  | 8–0    | David Montero       | TKO    | 27 Agosto 2016   | 2     | Santiago de los Caballeros, Rep. Dominicana |                                                              |
| 7   | Vittoria  | 7–0    | Christian Bozzoni   | TKO    | 21 Luglio 2016   | 3     | Milano, Italia                              |                                                              |
| 6   | Vittoria  | 6–0    | Steven Crowfield    | TKO    | 14 Maggio 2016   | 3     | Philadelphia, Stati Uniti d'America         |                                                              |
| 5   | Vittoria  | 5–0    | Francisco Suero     | TKO    | 20 Febbraio 2016 | 3     | La Romana, Rep. Dominicana                  |                                                              |
| 4   | Vittoria  | 4–0    | Elias Ramirez       | TKO    | 6 Febbraio 2016  | 2     | Santiago de los Caballeros, Rep. Dominicana |                                                              |
| 3   | Vittoria  | 3–0    | Víctor Moya         | KO     | 20 Novembre 2015 | 1     | Santo Domingo, Rep. Dominicana              |                                                              |
| 2   | Vittoria  | 2–0    | Ramon Jimenez       | TKO    | 22 Ottobre 2015  | 1     | Santo Domingo, Rep. Dominicana              |                                                              |
| 1   | Vittoria  | 1–0    | Wilson Jimenez      | TKO    | 4 Settembre 2015 | 2     | La Victoria, Rep. Dominicana                |                                                              |